# Старий гостиний двір (Київ)
Старий гостиний двір у Києві — торгово-складський кам'яний комплекс будівель у вигляді каре з рядами крамниць та гостьовим будинком у стилі бароко, що був збудований вздовж нинішнього провулку Хорива на Подолі у 1778 році за проєктом архітектора Івана Григоровича-Барського.

## Характеристики комплексу
Комплекс споруд мав вигляд «каре» з одноповерхових корпусів без вікон (де зберігалися товари), що оточували прямокутний в плані двір, та одноповерхового центрального гостиного будинку на високому цоколі.

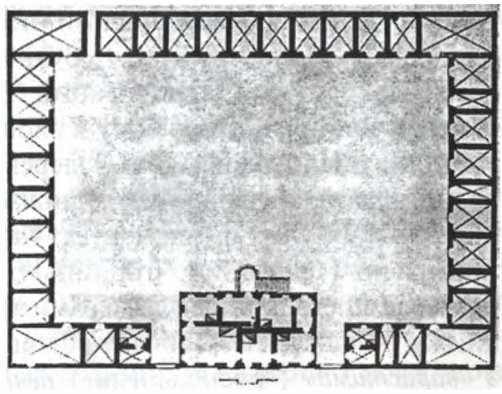
Гостиний двір на Подолі. План. Креслення А.Меленського

### Розміри комплексу
Інформація про розміри Старого гостиного двору різниться, так за версією історика Леоніда Крощенка вона скдала — 66*52 метри, за версією архітектора Валентини Шевченко — 66*53 метри. Проте, якщо порівняти старі плани Києва і креслення архітектора Андрія Меленського, найімовірніше розміри були — 66*48 метрів.

### Гостиний будинок
У центрі фасаду, зверненого до Воскресенської церкви, на високому цоколі височів бароковий одноповерховий готель — «Гостиний дім». По сторонах від нього розташовувалися аркові проїзди. Вікна цокольного поверху, відокремленого від першого проміжним карнизом, обрамували наличники. До входів першого поверху вели широкі сходи: двомаршеві з вулиці й одномаршеві з боку двору. Стіни будівлі були декоровані рустованими лопатками в цокольному і пілястрами в другому поверхах. Вікна першого поверху мали пишніші обрамлення у вигляді розвинених наличників із замковим каменем і сандриками двох типів. Високі дахи із заломами були криті ґонтом.

### Корпуси для зберігання товарів
Приміщення корпусів, що служили для зберігання різних товарів, перекривали хрестові склепіння. Вони не мали вікон, двері виходили в двір. Зовнішні стіни складських приміщень гостинного двору були декоровані рустованими лопатками, мали цоколі і розвинені карнизи. Аркові проїзди обрамували архівольти із замковим каменем. Під основними приміщеннями знаходилися льохи для зберігання краму.

### Аналог
За схожою схемою у 1795 році був збудований провіантський магазейн фортеці в Овідіополі. Тут двір з трьох боків оточувався П-подібним в плані складом, а з четвертої — адміністративно-службовою спорудою, котра вздовж червоної ліні ділянки з'єднувалися зі складом кам'яними стінами з брамами.

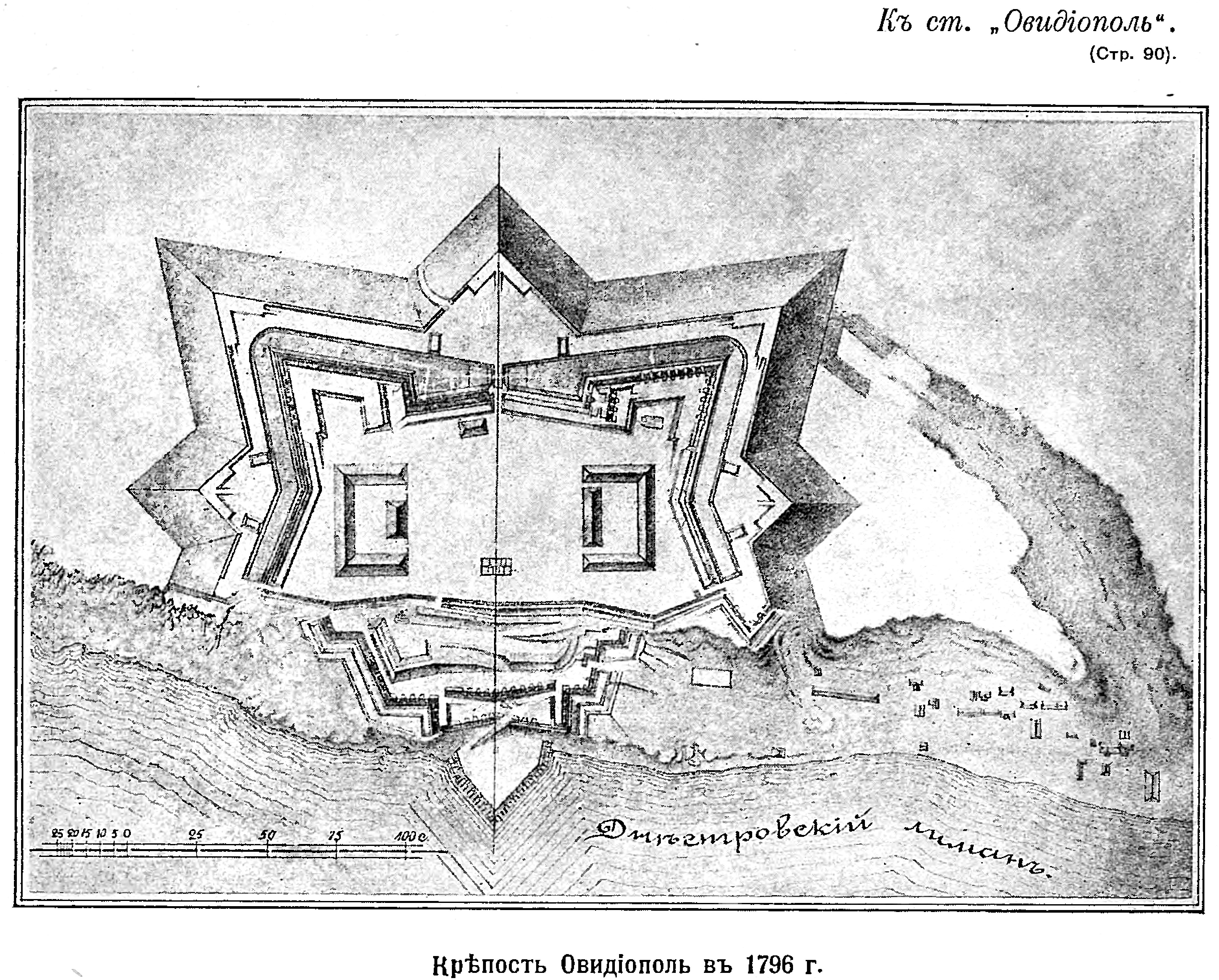
План фортеці у Овідіополі (1796 рік). Зліва в середини фортечного двору розміщений провіантський магазейн, збудований у формі каре

## Історія

### Будівництво
Точна дата початку будівництва на разі невідома, проте на плані Києво-Подолу 1774 року вже зображено центральний корпус, який підписано, як «Гостиний двір».
Архітектор Валентина Шевченко, під керівництвом якої у 1972-74 роках було проведено історико-архітектурну інвентаризацію забудови Подолу у межах Поштової площі й вулиці Ратманського (тепер Введенська), стверджувала, що Старий гостиний двір було зведено у 1760 році.
Завершення будівництва всього комплексу датується 1778 роком. Як писав історик Максим Берлинський, того року на розі сучасних вулиці Спаської та Хоривого провулку за кошт магістрату споруджено «старий Гостиний двір», що мав функції «карвасару»: відповідно до міщанського «складського права», приїжджі купці могли торгувати з киянами лише оптом і у стінах «двору».
Вперше з'являється на плані Києва 1780 року, як «Ново збудований Кам'яний гостиний двір».

### Проблеми з небажанням користуватися купцями Гостиним двором у 1784 році
16 лютого 1784 році губернська казенна палата (губернська адміністративно-фінансова установа) звертається до Київського намісницького правління зі скаргою, що заїзджі купці постійно уникають користуватися гостинним двором, винаймаючи лавки поміж торговими рядами на нинішній Контрактовій площі у місцевих міщан. Гостиний двір залишався пустим і приносив малий дохід.
В цьому зверненні зокрема повідомляється, що в той час ярмарки в Києві бували три рази на рік в другий тиждень Великого посту, в перших числах травня і в серпні.
Тоді на прохання казенної палати намісницьке правління розпорядилося, щоб приїжджі купці обов'язково зупинялися у гостиному дворі.
На плані Києва 1799 року комплекс значиться, як «Двор для клажи купечиских товаров».

### Після пожежі 1811 року
Будівля гостинного будинку служила для прийому іменитих гостей. Вона не постраждала під час спустошливої пожежі на Подолі 1811 р., і в його стінах до 1838 р. розміщувався київський магістрат.
За іншою інформацією до 1835 р. у приміщенні «Гостиного двору» відбувалися тільки засідання магістрату.
На карті 1820-х років споруда позначена, як «Старий Гостиний двір, що служить для складання товарів купецьких».

### Арештантські роти та Подільська поліцейська дільниця
17 січня 1833 російський цар Микола І підписав указ про затвердження нового плану забудови Києва, згідно якого у Старому гостиному дворі мають бути розміщені казарми арештантських рот. Пізніше 7 січня 1834 року Імператор підпише «Положення про Київську арештантську роту цивільного відомства». Документи надали новоствореному київському будівельному комітету право залучати до будівництва безкоштовну робочу силу — арештантські роти.

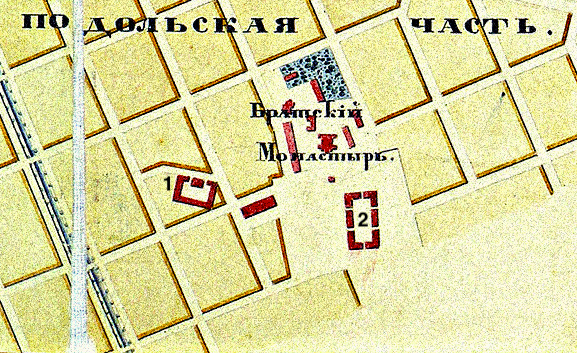
Проектный план по отклонению Днепра от Чертороя. 1852 Фрагмент. Цифрами: 1. Старий гостиний двір 2. Гостиний двір(новий)

У першу чергу київські арештанти насипали потужні земляні укріплення навколо Нової Печерської фортеці, вирівнювали стародавні вали і пробивали вулиці у Верхньому місті. Тут арештантські роти перебували до 1849 року, поки не було закінчено зведення Будинку київських арештантських рот.
В наступному по провулку будинку розмістили «Съезжий дом» (адміністративно-поліцейська канцелярія та її каземати для тимчасового утримання заарештованих) Подільської поліцейської дільниці.
В довіднику 1878 року Подільська поліцейська дільниця має ту саме адресу, що і Гостиний двір — Воскресенький провулок, 1.
Також тут при поліцейській дільниці розмістилося 4-те відділення Київської пожежної команди.

### Демонтаж Старого гостиного двору
Останній план Києва на якій відображено весь периметр Старого гостиного двору датується 1865 роком. Після цього споруди Старого гостиного двору починають потрохи розбирати для побудови комплексу нових будівель Подільської поліцейської дільниці. Центральний будинок і північно-західний корпус були розібрані у 1870-ті роки.
Південний корпус знищила київська управа 1914 року. До того часу там розміщували торгові лавки.
У 1910—1912 роках на місці Старого гостиного двору за адресою Воскресенський провулок, 1 було зведено будівлю поліцейської дільниці та пожежної частини з високою баштою. Споруду спроєктував архітектор німецького походження Едуард Брадтман. З 25 квітня 1992 року у цьому будинку працює Національний музей «Чорнобиль».